# Веровка (Емильчинский район)
Веровка (укр. Вірівка) — село на Украине, находится в Емильчинском районе Житомирской области.
Код КОАТУУ — 1821782202. Население по переписи 2001 года составляет 156 человек. Почтовый индекс — 11242. Телефонный код — 4149. Занимает площадь 0,976 км².

## Адрес местного совета
11241, Житомирская область, Емильчинский р-н, с.Великий Яблонец